# Jaurés Lamarque Pons
Jaurés Lamarque Pons (* 9. Mai 1917 in Salto; † 11. Juni 1982 in Montevideo) war ein uruguayischer Pianist und Komponist.

## Biographie
Der zweitgeborene Sohn des Enrique Lamarque und der María Eulalia Pons begann im Alter von acht Jahren mit dem Geigenunterricht in Salto bei Egidio Monetti. Ab dem 17. Lebensjahr setzte er seine musikalische Ausbildung dann bei Guillermo Kolischer in Montevideo fort. Zudem vertiefte er seine musikalische Ausbildung bei Tomás Mujica, Guido Santórsola und Enrique Casal Chapí. Mit 22 nahm er eine Stelle als Pianist im Capitol Dancing, einem Cabaret in der Calle Itauzaingó an. Dort begann nun seine Laufbahn als Orquesta-Típica-Pianist. Ab 1940 war er im Café Tabarís als Teil des Orchesters Luis Carusos beschäftigt. Er trat fortan in Radio, Fernsehen, Cabarets und Restaurants auf. 1980 komponierte er eine, mit einem Text von Julio Garet Mas versehene Hymne für Salto. Zudem trat der für seine Erzählkunst bei seinen Auftritten bekannte Lamarque Pons auch als Autor in Erscheinung.

## Werke
- Aires de milonga (1943).
- Cinco poemas (1944).
- Tres danzas pintorescas (1947).
- Pequeña suite de danzas (1949).
- Tres piezas para violín (1949).
- Dos invenciones (1950).
- Fantasía (1950).
- Tema y variaciones (1950).
- Sortilegio (1951).
- Suite de Ballet según Figari (1952).
- Sonata N°1 (1952).
- Sonata N°2 (1953).
- Suite rioplatense (1954).
- Tríptico montevideano (1956).
- Concierto para piano, cuerdas y percusión (1959).
- Dos piezas riplatenses (1960).
- Pieza para trío de cañas (1962).
- Danza a la manera popular (1962).
- Un tal sombrero (1963).
- Marta Gruni (ópera,1965).
- Cuatro humoradas para piano y percusión (1972).
- Rapsodia bárbara (1973).
- Concertino de otoño (1973).
- Concertino de verano (1975).
- Concertino de invierno (1976).
- La ciudad gris (1976).
- Montevideanos (1976).
- Siete temas de tango (1979).
- Concertino de primavera (1980).
- Pieza para violoncello y piano (1981).
- Tema de tango para violoncello (1982).
- Homenaje a Alfredo de Simone (1982).

## Filmmusik
- El niño de los lentes verdes (dir.Másntaras y Hintz,1961)
- La raya amarilla (Carlos Maggi, 1962)

## Theatermusik
- Un enredo y un marqués (dir. Antonio Larreta, 1963)
- Marta Gruni, Oper in zwei Akten über das gleichnamige Drama von Florencio Sánchez 1967